# NGC 2103
NGC 2103 – mgławica emisyjna (również obszar H II) znajdująca się w konstelacji Góry Stołowej, w Wielkim Obłoku Magellana. Została odkryta przez Johna Herschela 23 grudnia 1834 roku. Mgławica ta związana jest z asocjacją gwiazdową OB o oznaczeniu LH 110.